# Will Courtenay
Will Courtenay é um engenheiro britânico que atualmente exerce a função de chefe de estratégia de corridas da equipe de Fórmula 1 da Red Bull Racing. A partir de 2026 ele ocupará o cargo de diretor esportivo da equipe da McLaren.

## Carreira
Em 2005, Courtenay começou a trabalhar na equipe Red Bull Racing, juntando-se à equipe austríaca de Fórmula 1 em seu primeiro ano no esporte. Ele estava trabalhando para a Jaguar Racing quando a equipe de Fórmula 1 foi adquirida pela Red Bull no início de 2005, começando como engenheiro de estratégia e chegou ao cargo de analista sênior. Em 2010, Courtenay foi promovido novamente e nomeado chefe de estratégia de corridas. Nesta função, ele trabalhava em estreita colaboração com Hannah Schmitz, a engenheira-chefe de estratégia da equipe. Os dois se alternavam no pit wall, com Courtenay durante um fim de semana do Grande Prêmio e depois substituído por Schmitz em outro. Quando não estavam no pit wall, eles trabalhavam em sua sede em Milton Keynes. Juntos, Courtenay e Schmitz garantiram que a Red Bull se tornasse líder no mundo da estratégia de corrida.
Em 24 de setembro de 2024, a McLaren anunciou a contratação de Courtenay para ocupar o cargo de diretor esportivo da equipe na Fórmula 1 a partir da temporada de 2026. Com o novo integrante atuando ao lado do diretor de corrida Randeep Singh nas operações de pista. Alguns dias depois, o consultor da Red Bull Racing, Helmut Marko, anunciou que a equipe havia escolhido Hannah Schmitz como sucessora de Courtenay na equipe da Red Bull. Em janeiro de 2025, foi anunciado que a Red Bull irá manter Courtenay em seu cargo atual como chefe de estratégia para a temporada de 2025.